# Давно беше (ТВ мини серија)
„Давно беше...” је југословенска телевизијска серија снимљена 1993. године у продукцији Телевизије Београд.

## Улоге
| Глумац       | Улога |
| ------------ | ----- |
| Мија Алексић |       |